# Saison 2 de Smash
Chronologie
Saison 1 de Smash
Cet article présente le guide des épisodes de la deuxième saison de la série télévisée américaine Smash.

## Généralités
- Le 22 mars 2012, NBC a renouvelé la série pour une deuxième saison[1]. Le 30 octobre 2012, NBC annonce que Smash sera de retour le 5 février 2013[2]. En raison des audiences en déclin, NBC annonce le 13 mars 2013 le déplacement de la série pour le samedi à partir du 6 avril 2013[3].
- Au Canada, la série est diffusée en simultané sur CTV Two jusqu'au neuvième épisode, puis est diffusée trois jours après la diffusion américaine étant donné qu'elle garde la case horaire du mardi soir à 22 h, puis est transféré au samedi en simultané pour le mois de mai. Elle est rediffusée sur MuchMore.
- Cette saison est inédite dans les pays francophones.

## Distribution de la saison

### Acteurs principaux
- Debra Messing : Julia Houston
- Jack Davenport : Derek Wills
- Katharine McPhee : Karen Cartwright
- Christian Borle : Tom Levitt
- Megan Hilty : Ivy Lynn
- Anjelica Huston : Eileen Rand
- Leslie Odom Jr. : Sam Strickland[4]
- Jeremy Jordan (stage actor) (en) : Jimmy Collins[5]
- Andy Mientus : Kyle Bishop[6]
- Krysta Rodriguez : Ana Vargas[4]

### Acteurs récurrents et invités
- Michael Cristofer : Jerry Rand
- Savannah Wise : Jessica
- Wesley Taylor (en) : Bobby[7]
- Ann Harada (en) : Linda
- Jennifer Hudson : Veronica Moore[8] (épisodes 1, 3 et 4)
- Daniel Sunjata : Peter Gilman[9] (épisodes 3 à 6)
- Sean Hayes : Terrence "Terry" Falls[10] (épisode 5, 6 et 7)
- Sheryl Lee Ralph : Cynthia Moore, mère de Veronica[11] (épisode 4)
- Jesse L. Martin : Scott Nichols[12] (9 épisodes)
- Nikki Blonsky : Margot[7] (épisodes 5 et 6)
- Bernadette Peters : Leigh Conroy, mère d'Ivy[13] (4 épisodes)
- Daphne Rubin-Vega : Agnes[14] (8 épisodes)
- Liza Minnelli : elle-même[15] (épisode 10)
- Rosie O'Donnell : elle-même[16] (épisodes 12 et 17)
- Julian Ovenden : Simon[17] (épisode 3)

## Liste des épisodes

### Épisode 1:En route pour Broadway
- États-Unis /  Canada : 5 février 2013 sur NBC[18] / CTV Two
- Suisse : 31 octobre 2013 sur RTS Un
- France : 6 novembre 2014 sur  E!
- Québec : sur MusiMax

- États-Unis : 4,48 millions de téléspectateurs[19]

- Jennifer Hudson (Veronica Moore)
- Thorsten Kaye (Nick Felder)
- Brian d'Arcy James (Frank Houston)

- Cut, Print... Moving On (Original)
- Mama Makes Three (Original)
- Let Me Be Your Star (Reprise Originale)
- On Broadway (The Drifters)
- Don't Dream It's Over (Crowded House)
- Broadway Here I Come! (Original)

### Épisode 2:La route est longue
- États-Unis /  Canada : 5 février 2013 sur NBC / CTV Two
- Suisse : 7 novembre 2013 sur RTS Un
- France : 6 novembre 2014 sur  E!

- États-Unis : 4,45 millions de téléspectateurs[19]

- Jennifer Hudson (Veronica Moore)
- Harvey Fierstein (lui-même)

- Would I Lie to You? (Eurythmics)
- They Just Keep Moving The Line (Original)
- Caught in the Storm (Original)

### Épisode 3:Nouvelle direction
- États-Unis /  Canada : 19 février 2013 sur NBC / CTV Two
- Suisse : 14 novembre 2013 sur RTS Un
- France : 6 novembre 2014 sur  E!

- États-Unis : 3,29 millions de téléspectateurs[20]
- Canada : 146 000 téléspectateurs[21]

- Jennifer Hudson (Veronica Moore)
- Daniel Sunjata (Peter Gilman)

- Soon As I Get Home (The Wiz)
- Good For You (Original)
- Dancing on My Own (Robyn)
- Our Little Secret (Original)

### Épisode 4:La métamorphose
- États-Unis /  Canada : 26 février 2013 sur NBC / CTV Two
- Suisse : 21 novembre 2013 sur RTS Un
- France : 13 novembre 2014 sur  E!

- États-Unis : 3,04 millions de téléspectateurs[22]

- Jennifer Hudson (Veronica Moore)
- Sheryl Lee Ralph (Cynthia Moore, mère de Veronica)
- Daniel Sunjata (Peter Gilman)

- I Got Love (Original)
- Everybody Loves You Now (Billy Joel)
- I Can't Let Go (Original)
- I'm Not Lost (Original)
- Chest From Broken Heart (Original)

### Épisode 5:Le livret de la discorde
- États-Unis /  Canada : 5 mars 2013 sur NBC / CTV Two
- Suisse : 28 novembre 2013 sur RTS Un
- France : 13 novembre 2014 sur  E!

- États-Unis : 2,68 millions de téléspectateurs[23]
- Canada : 222 000 téléspectateurs[21]

- Sean Hayes (Terrence "Terry" Falls)
- Daniel Sunjata (Peter Gilman)
- Nikki Blonsky (Margot)

- Public Relations (Original)
- Some Boys (Death Cab for Cutie)

### Épisode 6:Coup de théâtre!
- États-Unis /  Canada : 12 mars 2013 sur NBC / CTV Two
- Suisse : 5 décembre 2013 sur RTS Un
- France : 20 novembre 2014 sur  E!

- États-Unis : 2,9 millions de téléspectateurs[24]

- Michael Cristofer (Jerry Rand)
- Sean Hayes (Terrence "Terry" Falls)
- Jesse L. Martin (Scott Nichols)
- Daniel Sunjata (Peter Gilman)
- Nikki Blonsky (Margot)

- A Letter From Cecile (Original)
- This Will Be Our Year (The Zombies)
- Heart Shaped Wreckage (Original)

### Épisode 7:Chaises musicales
- États-Unis /  Canada : 19 mars 2013 sur NBC / CTV Two
- Suisse : 12 décembre 2013 sur RTS Un
- France : 20 novembre 2014 sur  E!

- États-Unis : 2,66 millions de téléspectateurs[25]
- Canada : 165 000 téléspectateurs[21]

- Sean Hayes (Terrence "Terry" Falls)
- Jesse L. Martin (Scott Nichols)
- Daniel Sunjata (Peter Gilman)
- Grace Gummer (Katie, fille d'Eileen)

### Épisode 8:De la poudre aux yeux
- États-Unis /  Canada : 26 mars 2013 sur NBC / CTV Two
- Suisse : 19 décembre 2013 sur RTS Un
- France : 27 novembre 2014 sur  E!

- États-Unis : 3,05 millions de téléspectateurs[26]

- Jesse L. Martin (Scott Nichols)
- Jamey Sheridan (?)

### Épisode 9:Tracer sa route
- États-Unis /  Canada : 2 avril 2013 sur NBC / CTV Two
- Suisse : 9 janvier 2014 sur RTS Un
- France : 27 novembre 2014 sur  E!

- États-Unis : 2,98 millions de téléspectateurs[27]

- Bernadette Peters (Leigh Conroy)
- Jesse L. Martin (Scott Nichols)

### Épisode 10:Une cerise sur le gâteau
- États-Unis : 6 avril 2013 sur NBC[3]
- Canada : 9 avril 2013 sur CTV Two
- Suisse : 9 janvier 2014 sur RTS Un
- France : 4 décembre 2014 sur  E!

- États-Unis : 1,88 million de téléspectateurs[28]

- Liza Minnelli (elle-même)
- Jamey Sheridan (Richard)
- Jesse L. Martin (Scott Nichols)

### Épisode 11:Derniers réglages
- États-Unis : 13 avril 2013 sur NBC
- Canada : 16 avril 2013 sur CTV Two
- Suisse : 16 janvier 2014 sur RTS Un
- France : 4 décembre 2014 sur  E!

- États-Unis : 1,8 million de téléspectateurs[29]

- Jamey Sheridan (Richard)
- Jesse L. Martin (Scott Nichols)

### Épisode 12:La première
- États-Unis : 20 avril 2013 sur NBC
- Canada : 23 avril 2013 sur CTV Two
- Suisse : 16 janvier 2014 sur RTS Un
- France : 11 décembre 2014 sur  E!

- États-Unis : 1,91 million de téléspectateurs[30]

- Rosie O'Donnell (elle-même)
- Bernadette Peters (Leigh Conroy)
- Jamey Sheridan (Richard)
- Jesse L. Martin (Scott Nichols)

### Épisode 13:Les Producteurs
- États-Unis : 27 avril 2013 sur NBC
- Canada : 4 mai 2013 sur CTV Two
- Suisse : 23 janvier 2014 sur RTS Un
- France : 11 décembre 2014 sur  E!

- États-Unis : 1,89 million de téléspectateurs[31]

- Kathie Lee Gifford (elle-même)
- Jesse L. Martin (Scott Nichols)

### Épisode 14:Une étoile s'est éteinte
- États-Unis /  Canada : 4 mai 2013 sur NBC / CTV Two
- Suisse : 24 janvier 2014 sur RTS Un
- France : 18 décembre 2014 sur  E!

- États-Unis : 2,28 millions de téléspectateurs[32]

- Bernadette Peters (Leigh Conroy)
- Jesse L. Martin (Scott Nichols)

### Épisode 15:La cour des grands
- États-Unis /  Canada : 11 mai 2013 sur NBC / CTV Two
- Suisse : 30 janvier 2014 sur RTS Un
- France : 18 décembre 2014 sur  E!

- États-Unis : 2,01 millions de téléspectateurs[33]

### Épisode 16: Et les nommés sont...
- États-Unis /  Canada : 26 mai 2013 sur NBC / CTV Two
- Suisse : 31 janvier 2014 sur RTS Un
- France : 25 décembre 2014 sur  E!

- États-Unis : 2,44 millions de téléspectateurs[34]

- Ron Rifkin

### Épisode 17:Bouquet final
- États-Unis /  Canada : 26 mai 2013 sur NBC / CTV Two
- Suisse : 6 février 2014 sur RTS Un
- France : 25 décembre 2014 sur  E!

- États-Unis : 2,44 millions de téléspectateurs[34]

- Rosie O'Donnell (elle-même)
- Cheyenne Jackson (lui-même)
- Ron Rifkin
- Bernadette Peters (Leigh Conroy)